# 87 a.C.

## Eventos
- Cneu Otávio e Lúcio Cornélio Cina, cônsules romanos.
- Terceiro ano da Primeira Guerra Mitridática contra Mitrídates VI do Ponto.
  - Mitrídates é derrotado por Quinto Brútio Sura na Batalha de Queroneia, na Grécia romana.
  - Sula inicia o Cerco de Atenas e Pireu, também na Grécia.
- Segundo ano da Primeira Guerra Civil da República Romana, entre os optimates de Lúcio Cornélio Sula e os populares de Caio Mário.
  - Depois de entrar em conflito com Cina, Otávio retira-lhe ilegalmente o consulado e elege Lúcio Cornélio Mérula no seu lugar.
  - Cina cerca e captura Roma. Otávio é capturado e decapitado por Caio Márcio Censorino, apesar das promessas de salvo-conduto de Cina. Começa o chamado Regnum Cinnanum, no qual os populares controlam Roma enquanto Sula está no oriente.